# خوسيه روبلس
خوسيه روبلس (بالإسبانية: José Antolín Luis Robles Pazos)‏ هو كاتب ومترجم وصحفي إسباني، ولد في 26 سبتمبر 1897 في سانتياغو دي كومبوستيلا في إسبانيا، وتوفي في 1937.